# Inkisi (Fluss)
Der Inkisi (manchmal auch Zadi) ist ein Fluss in Angola und der Demokratischen Republik Kongo. Er ist der letzte größere Nebenfluss des Kongo vor dessen Mündung.

## Verlauf
Der Fluss hat seine Quellen in Angola. Seine beiden Quellflüsse Longe und Luquiche entspringen in der Gegend um Bungo auf einem Hochplateau in etwa 1250 m Höhe. Die Flüsse verlaufen in geringem Abstand parallel zueinander in Richtung Norden. Sie vereinen sich etwa 60 km vor der Grenze. Der Inkisi fließt weiter nach Norden durch die Stadt Inkisi. Kurz vor der Mündung stürzt er die Zongo-Fälle hinunter und wird wenig später im Kraftwerk Zongo zur Energiegewinnung genutzt. Er mündet schließlich 70 km südwestlich von Kinshasa in den Kongo.

## Namensbedeutung
Inkisi leitet sich von dem Kikongo-Wort nkisi = „Zauber, Hexerei, Verzauberung“ ab.

## Namensgebung
Die einzelnen Abschnitte des Flusssystems werden auf verschiedenen Karten unterschiedlich benannt. Auf manchen Karten ist der Fluss in Angola unter dem Namen Zadi zu finden. Auf älteren Karten trägt er teils auch im gesamten Verlauf diesen Namen. Der Luquiche trägt auch den Doppelnamen Zadi-Luquiche und wird daher teils als eigentlicher Quellfluss dargestellt.